# دولة رفاهية

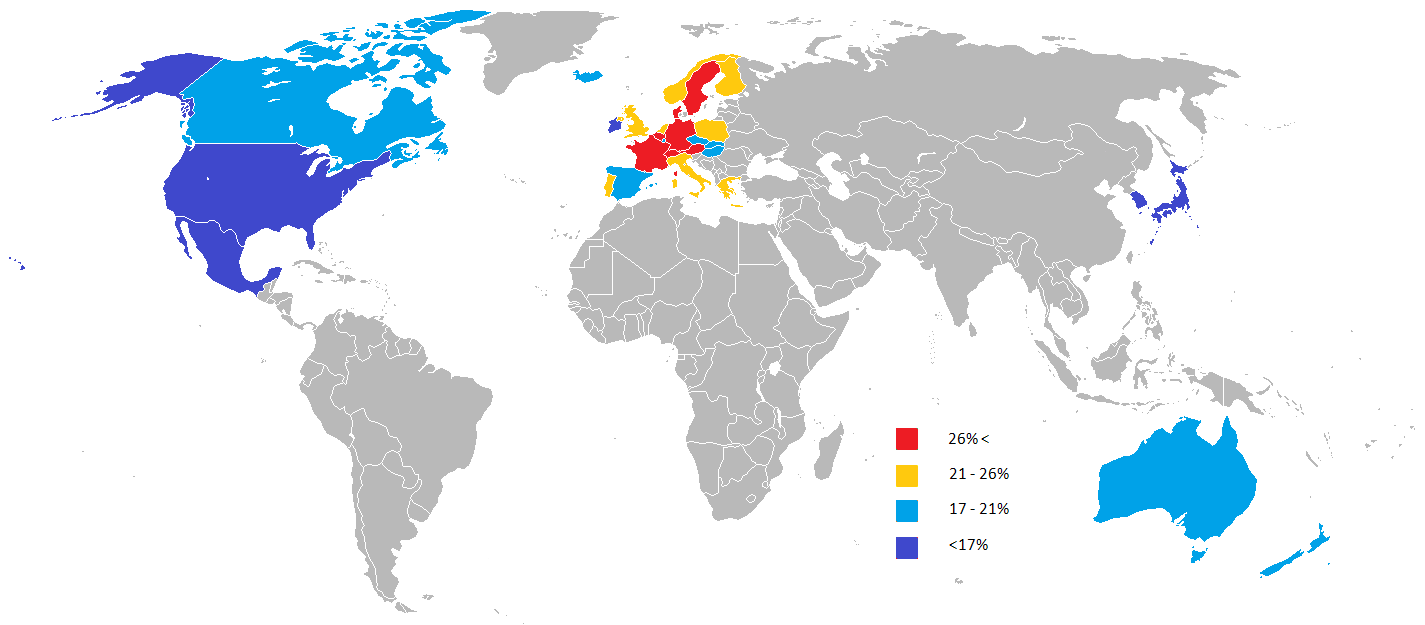

إنّ دولة الرفاه هي شكل من أشكال الحكومة التي تحمي الدّولة من خلالها الرفاه الاقتصاديّة والاجتماعيّة للمواطنين وتعزّزها، على أساس مبادئ تكافؤ الفرص والتّوزيع العادل للثروة والمسؤوليّة العامة للمواطنين غير القادرين على تأمين الحدّ الأدنى من المؤن الكافي لحياة جيدة. وصف عالم الاجتماع توماس مارشال T. H. Marshall حالة الرفاه الحديثة بأنّها مزيج مميز من الديمقراطية والرفاه والرأسمالية.
يعود أصل دولة الرفاه الأولى إلى التّشريع الذي أقره أوتو فون بسمارك خلال الثمانينيات من القرن التاسع عشر لزيادة الامتيازات التي يحصل عليها جانكر (العضو في طبقة الامتياز العسكرية في ألمانيا) كإستراتيجية لجعل الألمان العاديين أكثر ولاء للعرش ضدّ الحركات الحداثية للّيبراليّة الكلاسيكيّة والاشتراكيّة.
تموّل دولةُ الرفاه المؤسساتِ الحكومية للرعاية الصحية والتعليم إلى جانب المنافع التي تُعطيها للمواطنين الأفراد بشكلٍ مباشر وذلك كنوع من الاقتصاد المختلط.
تضم دول الرفاه الحديثة ألمانيا وفرنسا وبلجيكا وهولّندا، بالإضافة إلى دول الشمال أو (الدول النوردية)،  التي تستخدم نظامًا يعرف باسم النموذج الشمالي. وتنقسم مختلف تطبيقات دولة الرفاه إلى ثلاث فئات: (1) اجتماعيّة ديمقراطية، (2) محافظة، و (3) ليبراليّة.

## دراسة أصل الكلمة
تمّ استخدام المصطلح الألمانيّ Sozialstaat («الدولة الاجتماعية») منذ عام 1870 لوصف برامج دعم الدولة التي وضعها («السياسيون الاجتماعيون») Sozialpolitiker وتم تنفيذ خطّة (الدولة الاجتماعيّة) كجزء من الإصلاحات الوقائيّة التي قام بها بسمارك. يستخدم مصطلح Wohlfahrtsstaat في ألمانيا -وهو ترجمة مباشرة لـ «دولة الرفاه» بالإنجليزية- لوصف ترتيبات التأمين الاجتماعي في السويد.
لم ترقَ «الحالة الاجتماعية» (المعادلة الحرفية الإنجليزية) في البلدان الناطقة باللغة الإنجليزية لمستوى نظيرتها الألمانية. ومع ذلك، قام رئيس الأساقفة الإنجليزي ويليام تمبل William Temple، مؤلف كتاب «المسيحية والنظام الاجتماعي» Christianity and the Social Order الصادر عام (1942)، بتعميم مفهوم «دولة الرفاه» أثناء الحرب العالمية الثانية. كان استخدام معبد المطارنة لمصطلح «دولة الرفاه» مرتبطاً برواية بنيامين دزرائيلي Benjamin Disraeli، سيبيل: أو الأُمّتان (وبعبارة أخرى، الأغنياء والفقراء) Sybil: or the Two Nations التي نشرت عام 1845، حيث كتب فيها «السلطة لها واجب واحد فقط وهو تأمين الرفاه الاجتماعيّة للشعب». عندما كتب ديزرائيلي (الذي أصبح فيما بعد رئيساً للوزراء) روايته (سيبيل) كان ينتمي إلى مجموعة يونغ إينغلاند Young England، وهي مجموعة محافظة من الشباب المنتمين لحزب المحافظين البريطاني والذين لم يوافقوا على الطريقة التي تعامل بها اليمينيّون مع ظروف الفقراء الصناعيين. حاول أعضاء مجموعة Young England الحصول على الدعم بين الطبقات الثريّة لمساعدة من هم أقلّ سعادةً والاعتراف بكرامة العمل التي تصوروا أنها ميّزت إنجلترا خلال العصور الوسطى الإقطاعية.
تسمّى دولة الرفاه السويديّة (folkhemmet) والتي تعني («بيت الشعب») وتعود إلى تسوية عام 1936، بالإضافة إلى عقد آخر مهم في عام 1938 تمّ توقيعه بين النقابات العماّلية السويديّة والشركات الكبيرة. على الرغم من أنّه غالباً ما تصنّف البلاد على أنّها حرّة اقتصادايّاً إلّا أن ّاقتصاد السويد المختلط لا يزال متأثراً بشكل كبير بالإطار القانوني وبإعادة التفاوض المستمرّ على العقود النقابيّة، ونظام الضمان الاجتماعي الذي تديره الحكومة والبلدية، ونظام الرعاية الصحية الشاملة الذي تدار من قبل مجالس مقاطعات السويد والتي تعتبر –نظريّاً- أكثر تخصّصا وأكثر عزلةً من الناحية السياسيّة.
المصطلح الإيطالي stato sociale («الحالة الاجتماعية») والمصطلح التركي sosyal devlet ينسخ المصطلح الألماني الأصلي. في اللغة الفرنسية، يتم التعبير عن هذا المفهوم على أنه l'État-providence ويعني (دولة الرفاه) تستخدم الأسبانية والعديد من اللغات الأخرى مصطلحاً مشابهاً: estado del bienestar – والذي يعني حرفيّاً (حالة الرفاه). باللغة البرتغالية، توجد جملتان متشابهتان: estado de bem-estar social ، والتي تعني «حالة الرفاه الاجتماعية»، و "estado de providência" - «الدولة التي توفّر أو الدولة الموفّرة»، مما يشير إلى مهمة الدولة لضمان الرفاه الأساسي للمواطنين. وفي البرازيل، يشار إلى هذا المفهوم على أنه previdência social، أو «العناية الاجتماعيّة».

## أشكال حديثة
تتميز برامج الرفاه الحديثة بشكل رئيسي عن الأشكال السابقة لتخفيف الفقر بطابعها العالمي والشامل. كانت مؤسسة التأمين الاجتماعي في ألمانيا في عهد بسمارك مثالاً مؤثراً لذلك. وقد اعتمدت بعض البرامج إلى حد كبير على تطوير الفوائد المستقلة ذات المنافع المتبادلة. وتم تأسيس العديد من البرامج الأخرى بتمويل من الدولة. حدّد عالم الاجتماع البريطاني «توماس مارشال» في مقاله المؤثر للغاية بعنوان «المواطنة والطبقة الاجتماعية» والذي نُشر عام (1949)، دول الرفاه الحديثة كمزيج مميّز من الديمقراطيّة والرفاهيّة والرأسماليّة، معتبراً أنّ المواطنة يجب أن تشمل الوصول إلى الخدمات الاجتماعية، والسياسية، والحقوق المدنية. ومن الأمثلة على هذه الدول ألمانيا، وجميع بلدان الشمال الأوروبي، وهولندا، وفرنسا، وأوروغواي، ونيوزيلندا والمملكة المتحدة في ثلاثينيات القرن العشرين. منذ ذلك الوقت، لا ينطبق مصطلح دولة الرفاه إلا على الدول التي تكون فيها الحقوق الاجتماعيّة مصحوبةً بالحقوق المدنيّة والسياسيّة.
كانت ردود الأفعال المتباينة التي نتجت عن الكساد العظيم العالمي أو الكساد الكبير worldwide Great Depression الذي جلب البؤس والبطالة للملايين عاملاً أساسيّاً في الانتقال إلى دولة الرفاه في العديد من البلدان.
كان يُنظر إلى دولة الرفاه خلال فترة الكساد الكبير، على أنها «طريق وسط» بين أقصى درجات الشيوعيّة على اليسار، والرأسماليّة غير المنظّمة لسياسة عدم التدخل على اليمين. انتقلت بلدان في أوروبا الغربية في الفترة التي تلت الحرب العالميّة الثانية، من تقديم خدمات اجتماعيّة جزئيّة أو انتقائية إلى تغطية شاملة نسبياً «من المهد إلى اللحد» للسكان.

## تاريخ دول الرفاهية

### قديمًا
طرحَ إمبراطورُ الهندِ أشوكا فكرته عن دولة الرفاه في القرن الثالث قبل الميلاد. إذ رأى أشوكا «دارما» (الدين أو الطريق) بأنها ليست فقط مجرد مجموعة من العبارات بل حاولَ تبنيها كسياسة للدولة. فأعلن أن «جميعُ الرِّجال أطفالي»  و«أيًا كانت الجهودُ التي أبذلها، أنا أسعى فقط إلى سداد الديون التي أدين بها لجميع الكائنات الحية».
رفضَ أشوكا الحرب والإخضاع بالعنف وحظرَ قتل العديد من الحيوانات. ولأنه أراد ملء العالم بالحبّ والإيمان، أرسلَ بمهماتٍ كثيرةٍ لنشر دين «دارما». أُرسِلت هذه المهام إلى أماكن مثل: مصر واليونان وسيريلانكا. ترافقَ نشر دارما مع الكثيرِ من وسائل الرفاه إذ بُنيَت مراكز علاج للرجال والحيوانات داخل الإمبراطورية وخارجها، ونُظَّمت بساتين وآبار وأماكن استراحة. حُظِرت أيضًا التضحيات عديمة الفائدة والتجمعات التي تؤدي إلى الخراب وعدم الانضباط والمُعتقدات الخرافية. جنَّد أشوكا لتنفيذ هذه السياسات كادرًا جديدًا من الضبُّاط، وكان من ضمن واجباتهم مُعاملة الناس من مختلف الطوائف معاملةً عادلة، وطُلِب منهم الاعتناء برفاهية السجناء بشكل خاص.
تدخلت الجمهورية الرومانية بشكل فردي من خلال النظام المعروف باسم نظام كورا آنوناي، لتوزِّع الحبوب المجانية على سكانها. ونمت مدينة روما بسرعة خلال الإمبراطورية والجمهورية الرُّومانية، إذ وصلَ عددُ سكانها إلى مليون نسمة تقريبًا في القرن الثاني الميلادي. تجاوزَ هذا النمو السُّكاني الكبير قدرة المناطق الريفية المجاورة على تلبية الاحتياجات الغذائية للمدينة.
بدأ التوزيع المنتظم للحبوب في عام 123 قبل الميلاد من خلال القانون المُقترح من قِبل غايوس غراتشوس والمُوافَق عليه من قِبل مجلس الرومان الشعبي، وتوسعت أعداد من يتلقون الحبوب المجانية إلى نحو 320 ألف شخص. استُبدِلت إعانات الحبوب بالخبز خلال عهد سيبتيموس سيفيروس (193-211 م) في القرن الثالث الميلادي، بدأ أيضًا سيفيروس في تأمين زيت الزيتون لسكان روما، ثم أمرَ الإمبراطور أوريليان (270-275) بتوزيع النبيذِ ولحم الخنزير. استمرَّ توزيعُ الخُبزِ وزيت الزيتونِ والنبيذِ ولحم الخنزيرِ حتى قرب نهايةِ الإمبراطورية الرومانية الغربية في عام 476 م. وتشير التقديراتُ إلى أن الإعانات في أوائل الإمبراطورية الرومانية شكّلت من 15 إلى 33 في المئة من إجماليِّ الحُبوب المستوردة والمستهلكة في روما.
قدمت الجمهورية الرومانية أيضًا الترفيه المجاني بالإضافة إلى الطعام، وذلك من خلال الألعاب العامة، إذ خُصِّصت الأموال العامة لإقامتها، وكان الراعي قادرًا على الاهتمام بصالح شعبِ روما.
قُدِّم مفهومُ فرضِ الضرائبِ على ميزانية الرعاية الاجتماعية في الأوائل من القرنِ السابع الميلادي. من الأمثلة على ذلك: الزكاة وهي واحدةٌ من أركانِ الإسلامِ وهي شكلٌ إلزاميٌ من ضرائب الدخل بنسبة 2.5 ٪، أنشأ عمر بن الخطَّاب (584-644)، زعيم الخلافة الرّاشدة، دولةَ الرفاه من خلالِ بيتِ المالِ (الخزينة)، فكانت تُستخدَم على سبيل المثال لتخزين المواد الغذائية في كل منطقة من مناطق الإمبراطورية الإسلامية لمواجهة الكوارثِ والطوارئ.

### حديثًا
أنشأ السياسيّ الألمانيّ أوتو فون بسمارك أولَ دولة رفاه في المجتمع الصناعي الحديث، مع تشريعاتٍ للرفاه الاجتماعية، في القيصرية الألمانية في عام 1880. وأعطى بسمارك امتيازات الطبقة الإقطاعية الأرستقراطية إلى الألمان العاديين. واستخدم مصطلح «المسيحية العملية» في رسالته إلى الرايخشتاغ في 17 نوفمبر 1881 ليصف برنامجه.
كانت القوانين الألمانية في هذه الحقبة تُغطِّي العمال بالتأمين ضدّ المخاطر الصناعية المُحتملة في مكان العمل.
حدد قانون المصانع في سويسرا لعام 1877 ساعاتِ العمل للجميع، وأعطى المُستحقات المُتعلِّقة بالأمومة. نشأت سياسة الرفاه العامة في سويسرا في أواخر القرن التاسع عشر؛ لكن تفاوت وجودها وعمقها بشكل فردي بحسب كل ولاية، من أوائل البرامجِ التي اتُّبعَت داخل سويسرا: الإغاثة في حالات الطوارئ والمدارس الابتدائية ودور المسنين والأطفال.
أعدَّ الكونت إدوارد فون تافي في الإمبراطورية النمساوية المجرية نسخةً من تشريعات بسمارك بعد سنواتٍ قليلةٍ. إذ نشأت التشريعات لمساعدة الطبقة العاملة في النمسا من اليمين المسيحيّ. استخدم فون تافي النماذجَ السويسرية والألمانية للإصلاح الاجتماعي، بما في ذلك قانون المصانع السويسري لعام 1877 الذي تضمن تأمين العمال ضدّ المخاطر المُحتملة في مكان العمل، وأنشأ من خلاله: قانون التجارة لعام 1885.

### تحليلات
لاحظَ مُؤرِّخُ الحركةِ الفاشيّةِ في القرن العشرين، روبرت باكستون، أن أحكام دولة الرفاه قد وُضِعت في القرن التاسع عشر من قِبل اليمين المسيحيّ لمواجهةِ الشكاوي من النقابات العُمَّالية والاشتراكية.
كتب باكستون لاحقًا: «جميع الديكتاتوريات الأوروبية الحديثة في القرن العشرين من اليمين، سواء الفاشستيّة أو المؤيدين لها، كانت تُعتبر دول رفاه، فقد وفرت جميعها الرِّعاية الطبية والمعاشات التقاعدية والإسكان الميسور التكلفة والنقل الجماهيري، وذلك من أجل الحفاظ على الإنتاجية والوحدة الوطنية والسلام الاجتماعي». وسّعَ الحزب النازي لأدولف هتلر دولة الرفاهية لدرجةِ أن أكثر من 17 مليون مواطن ألماني تلقّى المساعدة بحلول عام 1939 تحت رعاية الشعب الاشتراكي القومي.

## حسب البلد أو المنطقة

### أستراليا
كانت المُساعدات والمُساهمات المالية من الجمعيّات الخيرية والسُّلطات قبل عام 1900 في أستراليا، هي الوسيلة الأساسية لتخفيف الأعباء عن الأشخاص غير القادرين على إعالة أنفسهم. أدى الركود الاقتصادي في التسعينيات من القرن الماضي وظهور النقابات العُمَّالية وحزب العمال الأسترالي إلى حركة إصلاحية في مجال الرعاية الاجتماعية.
سنَّت ولايتا نيو ساوث ويلز وفيكتوريا في عام 1900، تشريعاتٍ تقضي بتقديم المعاشات التقاعدية دون دفع اشتراكات للأشخاص في سن 65 وما فوق. شرَّعت كوينزلاند نظامًا مماثلًا في عام 1907 قبل أن تقدم الحكومة العمالية الفيدرالية بقيادة أندرو فيشر معاش المُسنِّين الوطنيّ بموجب قانون 1908.
أنشأت أستراليا خلال الحرب العالمية الثانية، دولة الرفاهية من خلال سن مخططات وطنية تشمل: تبرعات للأطفال في عام 1941؛ معاشات الأرامل في عام 1942؛ تعويضات للزوجة في عام 1943؛ تعويضات إضافية لأطفال المتقاعدين في عام 1943؛ والمُستحقّات الخاصة بالبطالة والمرض في عام 1945.

### كندا
مُوِّلت برامج الرعاية الاجتماعية في كندا وإدارتها على جميع مستويات الحكومة (بوجود 13 نظامًا مختلفًا على مستوى المقاطعة أو الإقليم)، وتشمل هذه البرامج: الرِّعاية الطبية والتعليم العام والإسكان الاجتماعي والخدمات الاجتماعية. قُدِّمَ الدّعم الاجتماعي من خلال برامج تشمل المساعدة الاجتماعية والدخل المضمون ومُستحقّات ضريبة الطفل والتأمين الخاص بالشيخوخة والعمل وتعويض العُمَّال وخطط المعاشات التقاعدية الكندية / كيبيك.

### فرنسا
كانت الليبرالية والتطوير الاقتصاديّ من الأهداف الأساسية في فرنسا بعد عام 1830. اعتمدت الليبرالية في فرنسا على مفهوم التضامن المجتمعي تبعًا لشعار الثورة الفرنسية: (حرية، مساواة، أخوة)، بدلاً من بريطانيا والولايات المتحدة التي كانت فيها الليبرالية فردية وموضوعية. كان مفهوم «التضامن» في الجمهورية الثالثة، خاصة بين عامي 1895 و 1914، هو المفهوم الإرشادي للسياسة الاجتماعية الليبرالية، وكان أبطاله الرئيسيين: رئيس الوزراء ليون بورجوا (1895-1896) وبيير روسو (1899- 1902).
توسعت دولة الرفاه الفرنسية عندما حاولت أن تتبعَ بعض سياسات بسمارك، وكانت خطط إعانات الفقراء هي نقطة البداية، أُعطيَ المزيد من الاهتمام للعمل الصناعي في الثلاثينيات من القرن الماضي خلال فترة قصيرة من الهيمنة السياسية الاشتراكية، وذلك بوجود اتفاقات ماتينيون وإصلاحات الجبهة الشعبية.

### ألمانيا
طوَّر أوتو فون بسمارك، مستشار ألمانيا (1871-1890)، أول دولة رفاهية حديثة بناءً على تقاليد برامج الرعاية الاجتماعية في بروسيا وساكسونيا التي بدأت في وقتٍ مبكرٍ من عام 1940. وشكَّلت الإجراءات التي اتخذها بسمارك مثل: رواتب التقاعد والتأمين ضد الحوادث والتأمين الصحي للموظفين، أساس دولة الرفاه الأوروبية الحديثة.

## وصلات خارجية
- دولة الرفاهية الاجتماعية، العربية، 17 أكتوبر 2010